# Chant XVIII du Paradis
Le Chant XVIII du Paradis est le dix-huitième chant du Paradis de la Divine Comédie du poète florentin Dante Alighieri. Il se déroule dans le ciel de Mars et de Jupiter où résident respectivement les esprits combattants pour la foi et les esprits justes ; nous sommes dans la soirée du 13 avril 1300 ou du 30 mars 1300,.

## Thèmes et contenus

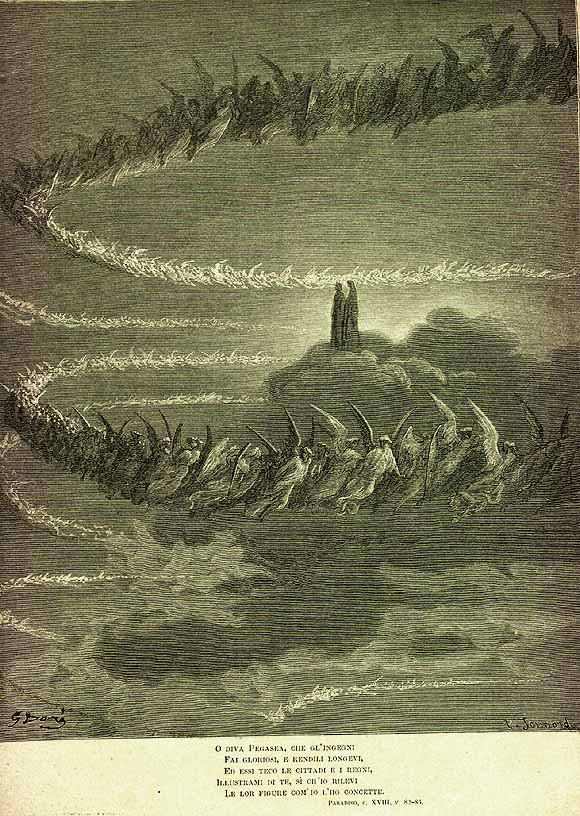
Illustration de Gustave Doré

### Le Réconfort de Béatrice: versets 1-21
Dante médite les paroles de Cacciaguida, jusqu'à ce que Béatrice le réconforte en lui rappelant qu'elle est toujours avec Dieu, qui peut alléger le poids des injustices subies. Dante se tourne alors vers elle et est ébloui par son regard. En contemplant les yeux de Béatrice, il est distrait de toute autre pensée : mais elle le pousse à tourner à nouveau son regard vers Cacciaguida.

### Les Âmes des Combattants pour la Foi: versets 22-51
Aux paroles de Béatrice, Dante se tourne vers Cacciaguida et se rend compte que ce dernier souhaite parler à nouveau. En effet, reprenant le discours interrompu par la pause méditative, Cacciaguida invite Dante à regarder dans les bras de la Croix : les esprits qu'il nomme se déplacent en tournant. Il cite ensuite Josué, Judas Maccabée, Charlemagne, Roland, Guillaume de Gellone, Renaud de Montauban, Godefroid de Bouillon et Robert Guiscard. Enfin, Cacciaguida se déplace et se joint, en chantant, aux autres esprits.

### Le Ciel de Jupiter: versets 52-69
Dante se tourne à droite vers Béatrice pour savoir ce qu'il doit faire et voit ses yeux plus intensément lumineux. Il se rend ainsi compte qu'il est déjà monté dans le ciel suivant, parce que la couleur de l'étoile a changé : rouge en Mars, elle est maintenant blanche.

### L'Aigle: versets 70-114
Les âmes du ciel de Jupiter, en chantant, se disposent en figure de lettres successives. Ils s'arrêtent et interrompent leur chant lorsqu'ils en ont formé une, ils la décomposent alors pour former la lettre suivante. Après une invocation à la Muse pour qu'elle l'aide à se souvenir exactement de ce qu'il a vu, Dante raconte que les esprits ont affiché 35 lettres entre voyelles et consonnes et ont formé les mots : Diligite iustitiam qui iudicatis terram. S'arrêtant ensuite sur la figure de la dernière lettre, un M gothique, d'autres esprits descendent sur la crête de celle-ci et, après avoir formé la figure d'un lys, avec des déplacements opportuns, ils prennent enfin la figure d'un Aigle.

### Prière et Invectives: versets 115-136
Dante comprend que c'est précisément du ciel de Jupiter que descendent sur terre les influences de la justice. Il supplie donc Dieu et les esprits justes de ce ciel de regarder vers la terre et de punir ceux qui obscurcissent la lumière de la justice dans le monde et qui, par leur mauvais exemple, égarent les hommes. Il conclut par une apostrophe amère contre le pape Jean XXII, qui, avide de richesses, oublie l'exemple de saint Pierre et de saint Paul, morts pour l'Église qu'il envoie à la ruine.

## Analyse
Bien que le personnage de Cacciaguida soit encore présent dans la première partie de ce Chant, en fait le triptyque centré sur lui et sur le rapport entre la vie de Dante, son voyage au-delà du monde et le poème, se termine avec la fin du Chant XVII. Un nouveau triptyque s'ouvre désormais (Chants XVIII, XIX, XX) consacré au thème de la justice.
La transition est marquée, aux versets 52-69, par la description du passage au ciel de Jupiter, exprimée par la comparaison avec le visage d'une femme qui passe du rouge de la pudeur à sa blancheur naturelle. Un autre simulacre représente les âmes dans le nouveau ciel, comparées à des oiseaux qui, après avoir été nourris et abreuvés, s'élèvent des eaux d'un fleuve en formant des volées de formes différentes. Cette image simple, se développe en figurations toujours plus nouvelles, accompagnant la lente révélation du message que les âmes de ce « dessin parlant » expriment. 
La phrase Diligite iustitiam, qui iudicatis terram est une exhortation évidente adressée aux puissants qui gouvernent le monde pour qu'ils inspirent à leurs actions l'amour de la justice. C'est, comme l'indiquent clairement le Convivio et surtout la De Monarchia, la valeur la plus élevée qui puisse être réalisée sur terre par un ordre qui répond à la volonté divine et permet la réalisation harmonieuse et indépendante des buts de l'Empire (justice) et de l'Église (salut). Le grand M qui précède la dernière figure (l'Aigle) peut être assimilé à l'initiale de Monarchie, c'est-à-dire le mot qui désigne l'institution dans laquelle la Justice (symbolisée par l'aigle) se réalise dans le monde terrestre.
Le Chant XVIII présente un ensemble raffiné d'éléments descriptifs chargés de significations symboliques, pas toujours interprétés de manière univoque. Cependant, l'engagement du poète envers le thème clé de la justice est clair, liant d'emblée le sens divin qui lui est attribué (attesté par la citation scripturale) aux manifestations historiques de cette vertu, ou plutôt de son absence, à commencer par ceux qui devraient en être les plus attentifs gardiens et garants . Cela explique le changement de ton reconnaissable au verset 118 : de l'image de l'étoile (Jupiter) qui brille comme un joyau, à la fumée qui obscurcit ses rayons, à la prière à Dieu de punir une fois de plus les « marchands du temple », c'est-à-dire les pontifes simoniaques. Le mauvais exemple induit en erreur tous les hommes, qui voient comment la guerre est menée en utilisant comme armes le pouvoir d'accorder et de refuser les sacrements. Suivent des invectives contre le pape Jean XXII, accusé de décréter des excommunications puis de les annuler juste pour obtenir de l'argent. Avec sarcasme, Dante attribue une justification à ce pape : « Je suis si fidèle à Jean-Baptiste, ermite et martyr, que je ne me soucie pas de Pierre (appelé avec mépris le pêcheur) et de Paul (appelé avec tout autant de mépris par la forme plébéienne Polo) ». L'intention polémique est encore mieux comprise si l'on se souvient que l'image de Jean-Baptiste, protecteur de Florence, était estampillée sur le florin : voici le véritable saint auquel le pape dédie son allégeance.

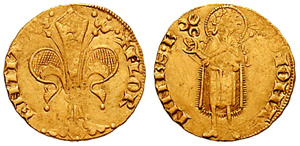
La monnaie de Florence (année 1340)